# Terasa slonov
Terasa slonov (kmersko ព្រះលានជល់ដំរី) je del obzidanega mesta Angkor Thom, porušenega tempeljskega kompleksa v Kambodži. Angkorski kralj Džajavarman VII. je teraso uporabljal kot ploščad, s katere je opazoval svojo zmagovito vračajočo se vojsko. Pritrjena je bila na palačo Phimeanakas (kmersko ប្រាសាទភិមានអាកាស), od katere je ostalo le nekaj ruševin. Večina prvotne strukture je bila narejena iz organskega materiala in je že zdavnaj izginila. Večina tega, kar je ostalo, so temeljne ploščadi kompleksa. Terasa je dobila ime po rezbarijah slonov na njeni vzhodni strani.
350 m dolga terasa slonov je bila uporabljena kot velikanska tribuna za javne slovesnosti in je služila kot podlaga za kraljevo veliko dvorano za avdience. Ima pet zunanjih delov, ki se raztezajo proti osrednjemu trgu - tri v središču in enega na vsakem koncu. Srednji del podporne stene je okrašen z garudami in levi v naravni velikosti; na obeh koncih sta dva dela znamenite parade slonov skupaj s kmerskimi mahouti, jezdeci ali čuvaji slonov.